# Sapintus lutescens
Sapintus lutescens är en skalbaggsart som först beskrevs av Champion 1890.  Sapintus lutescens ingår i släktet Sapintus och familjen kvickbaggar. Inga underarter finns listade i Catalogue of Life.